# 十和田観光電鉄青森総合営業所

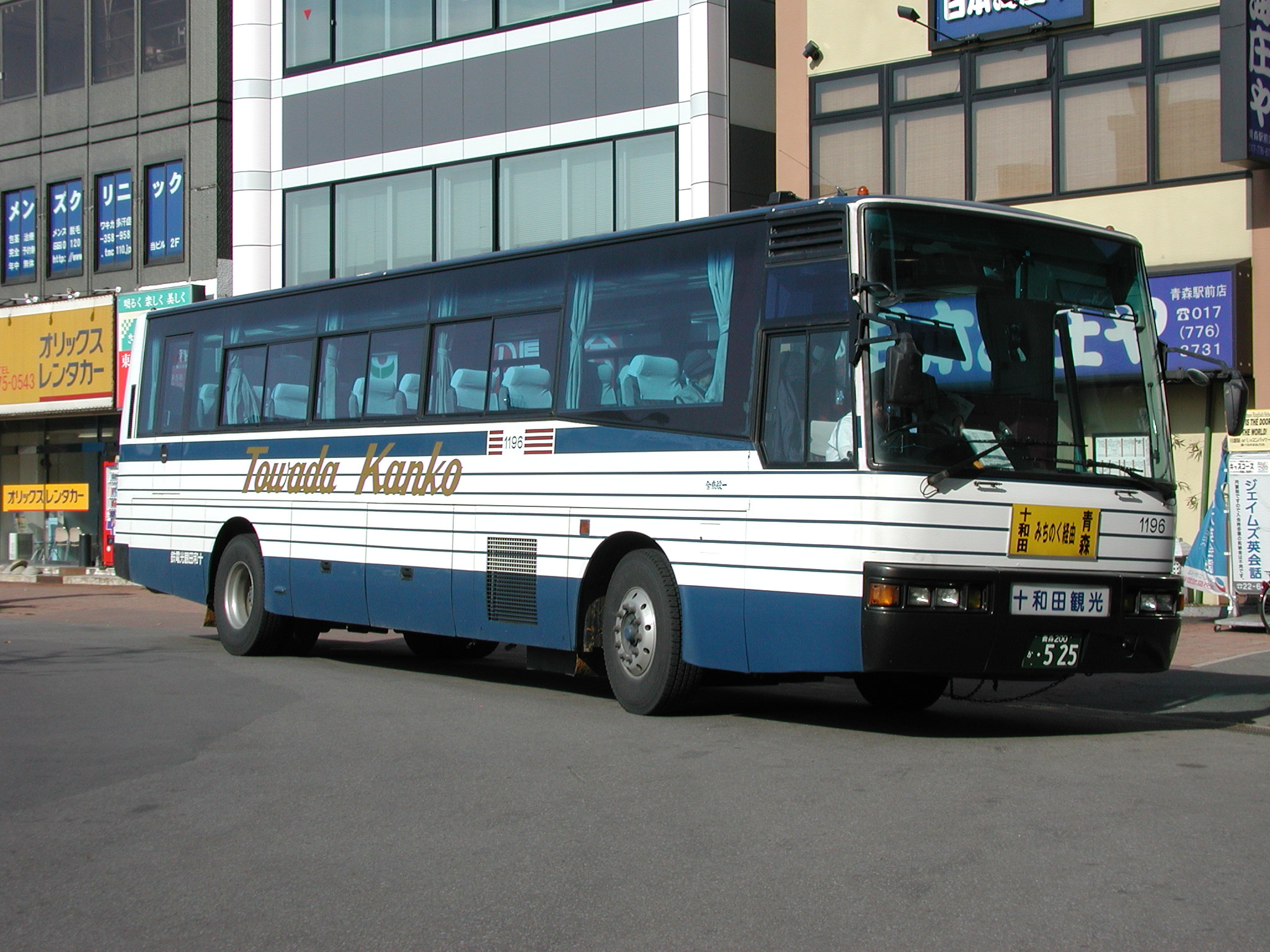
十鉄バス青森総合営業所所属車（ナンバーが「青森ナンバー」であることによって判別できる）

十和田観光電鉄青森総合営業所（とわだかんこうでんてつあおもりそうごうえいぎょうしょ）は、青森県青森市にある十和田観光電鉄の営業所。

## 廃止案内所
- 青森駅前案内所
  - 青森県青森市安方一丁目3-25 小田島ビル1階
    - 2010年9月15日の営業をもって閉鎖[1]。これに伴い、ブルーシティ号の予約センターの設置場所を翌9月16日より青森総合営業所内へ移転[2]。

## 所管路線

### 高速バス
- ブルーシティ号 - 青森 - 仙台線

### 路線バス

#### 十和田 - 七戸 - 青森線(みちのく経由青森線)
- 三本木営業所と共管

##### 停車停留所
- 新青森駅 → 新町二丁目 → 県庁通 → 青森駅 → 県庁通 → 新町二丁目 → 市役所前 → NTT青森支店前 → 文化会館前 → 堤橋 → 栄町二丁目 → 岡造道一丁目 → 南造道 → 県病通 → 八重田通り → 東跨線橋 → 後萢通 → 農協通 → 諏訪沢入口 → 滝沢入口 → （みちのく有料道路） → 坪 → 七戸町役場前 → 営農大学前（ → 七戸十和田駅） → 七戸町文化村前 → 七戸東栄前 → 七戸案内所 → 七高入口 → 洞内 → 井戸頭 → 元町 → 十丁目 → 官庁街通 → 十和田市中央 → 一丁目 → 三高前 → 日の出町 → 三本木営業所
- 三本木営業所 → 日の出町 → 三高前 → 一丁目 → 十和田市中央 → 十和田市まちなか交通広場 → 十丁目 → 元町 → 井戸頭 → 洞内 → 七高入口 → 七戸案内所 → 七戸東栄前 → 七戸町文化村前（ → 七戸十和田駅） → 営農大学前 → 七戸町役場前 → 坪 → （みちのく有料道路） → 滝沢入口 → 諏訪沢入口 → 農協通 → 後萢通 → 東跨線橋 → 八重田通り → 県病通 → 南造道 → 岡造道一丁目 → 栄町二丁目 → 堤橋 → 文化会館前 → NTT青森支店前 → 市役所前 → 新町二丁目 → 県庁通 → 青森駅 → 県庁通 → 新町二丁目 → 新青森駅

##### 沿革
- 1958年 - 十和田観光電鉄が十和田市 - 青森間の路線を申請する。

同時期に青森市営バスが青森 - 十和田市間、国鉄バスが青森 - 野辺地間、下北バスが青森 - むつ間、東北観光バス（本社：十和田市）が青森 - 十和田市・八戸間、三八五観光が八戸 - 青森間を相次いで路線を申請をしたため協議が難航、公聴会を開き十鉄バス青森 - 三本木間78.9kmと下北バス青森 - 本田名部間98.9kmが認可された。
- 1963年 - 急行十和田市 - 青森線運行開始。
- 19xx年 - 特急十和田市 - （みちのく） - 青森線運行開始。
- 2003年5月 - 青森市内でのクローズドドア制度廃止、青森市内相互乗降可能に。新あおもり農協前停留所を新設。
- 2004年4月19日 - 急行青森 - 野辺地 - 十和田市線廃止。
  - 廃止の主要停車停留所

観光物産館 - 青森駅 - 堤橋 - 県病通 - 後萢通 - 道の駅ゆ〜さ浅虫 - 西平内郵便局前 - 新あおもり農協平内支店前 - 狩場沢 - 野辺地案内所 - 千曳 - 天間林役場前 - 七戸案内所 - 七戸第二中央 - 洞内 - 井戸頭 - 十和田市駅 - 十和田市中央 - 三高前 - 日の出町 - 三本木営業所
- 2004年12月 - NTT青森支店前・八重田通り・東跨線橋・諏訪沢入口・滝沢入口停留所を新設。
- 2006年5月1日 - 南造道停留所を新設。
- 2008年3月1日 - 旧：十和田観光電鉄を「とうてつ」に事業譲渡し、新：十和田観光電鉄に商号変更させた上で新会社による運営に伴い、当路線の運行を新会社に継承。
- 2010年12月4日 - 東北新幹線全線開業に伴い、青森市側の発着地を新青森駅に変更（これに伴い、観光物産館乗り入れを廃止）、一部の便にて七戸十和田駅に乗り入れ[3]。
- 2011年5月16日 - 「役場前」を『七戸町役場前』に改称[4]。
- 2016年3月26日 - 十和田市駅バス停廃止のため、経路変更（井戸頭→元町→十丁目→十和田市中央と進む）。経路変更に伴い元町東バス停を経由しなくなるため、近隣の元町バス停と十丁目バス停に停車するように変更[5]。
- 2021年12月1日 - 一部便を十和田市現代美術館・中央病院経由とする実証運行を2022年3月31日まで（当初は2月28日までの予定だったが延長された）実施[6]。
- 2022年3月5日 - Suica・PASMO等の交通系ICカードが利用可能になる[7]。
- 2022年4月1日 - 十和田市中心街の「十和田市まちなか交通広場」供用開始に伴い、十和田市→青森市方面は「十和田市まちなか交通広場」停留所に、青森市→十和田市方面は「官庁街通」停留所に乗り入れ開始[8]。

##### 備考
- 前乗り前降り。
- 2024年4月現在、平日の朝時間帯に運行されている便は両方向とも七戸十和田駅には乗り入れない。当該時間帯は近隣の七戸町文化村前バス停が七戸十和田駅最寄りとなるが、駅まで徒歩10分程度を要する。
- 十和田市（一丁目〜元町） - 青森（滝沢入口〜青森駅前）相互間を利用できる往復割引乗車券を発売していた[9]。ただし、一丁目〜三本木営業所及び、青森駅前〜新青森駅を利用する場合は別途乗り越し精算が必要となっていた。2024年10月1日の十和田観光電鉄の運賃改定に伴い、往復割引の設定は廃止になった模様[10]。
- 急行十和田市 - 青森線は年間約3700万円の赤字で、野辺地 - 青森間の利用者が少なかったことから廃止された。
- 先述の通り、2022年3月5日から交通系ICカードが利用可能になった。青森市営バス・青森市市バスの全線・JRバス東北青森支店の青森空港線と横内線で導入されている地域連携ICカードのAOPASSも利用可能だが、十和田観光電鉄では2022年4月29日に独自の地域連携ICカードであるTowada SkyBlue Passを導入しており、AOPASSで導入している交通ポイントおよび定期券は当路線では対象外となる。

#### ガーラタウン特別バス

##### 停車停留所
- 新青森駅 - ガーラタウンイオンシネマ新青森前 - 新町二丁目 - 県庁通 - 青森駅

##### 沿革
- 2024年11月22日 - 運行開始。

##### 備考
- 前乗り前降り。
- 金曜日・土曜日・日曜日・祝日のみ運行。
- 交通系ICカード利用可能。

## 営業所設備
- 庁舎
- 車庫
- 洗車設備